# Торал Распутра
Торал Распутра (енгл. Toral Rasputra; рођена 26. децембра 1987) је индијска глумица. Распутра је започела каријеру у рекламама попут брендова "Amul" и "Shoppers Stop". У Србији, позната је као Расал из сапунице „Невеста са ожиљком“ и Ананди из „Мале невесте“.

## Филмографија
| Улоге Торал Распутра |                    |               |        |          |
| Година               | Српски назив       | Изворни назив | Улога  | Напомена |
| 2009–11              | Невеста са ожиљком |               | Расал  |          |
| 2013–16              | Мала невеста       |               | Ананди |          |